# Sakunar
Sakunar (Skorpion) war eine der pro-indonesischen Milizen (Wanra) in Oe-Cusse Ambeno, die 1999 im besetzten Osttimor die Bevölkerung im Umfeld des Unabhängigkeitsreferendums terrorisierten.

## Mitglieder
Kommandant von Sakunar war Simão Lopes, Stellvertreter war Laurentino ('Moko') Soares. Gabriel Kolo war Kommandant in Passabe.

## Geschichte
Sakunar wurde am 12. April 1999 gegründet.
In Lelaufe wurden mehrere Häuser durch Sakunar niedergebrannt und Vieh gestohlen. Zwei Anhänger des CNRT wurden ermordet. Die Bevölkerung wurde zur Zahlung von Schutzgeldern erpresst. Einige Einwohner flohen in das indonesische Westtimor. Der damalige Chefe de Suco wurde später beschuldigt, dass er an den Zwangsrekrutierungen von Einwohnern für die Sakunar beteiligt war.
Am 24. April 1999 führte Sakunar eine Demonstration in Passabe an, bei der sie den Mitgliedern des CNRT mit dem Tode drohten.
Am 27. August bewarfen Mitglieder der Milizen Besi Merah Putih und Sakunar mit Steinen die ganze Nacht und den folgenden Tag das Büro des CNRT, der Dachorganisation der osttimoresischen Freiheitsbewegung. Als die CNRT Polizeischutz anforderte, stellte sich die indonesische Polizei hinter die Milizen auf und eröffnete das Feuer auf das CNRT-Büro. Sechs Personen wurden getötet. Das Gebäude wurde komplett zerstört, weitere Gebäude im benachbarten Santa Rosa niedergebrannt.
Indonesische Soldaten und 200 Sakunar-Milizionäre ermordeten zunächst zwischen dem 7. und 9. September 1999 im damaligen Subdistrikt Oesilo in den Dörfern Tumin, Quiubiselo, Nonquican (alle Suco Bobometo) und Nibin (Usitaqueno) 17 Personen mit Macheten und Schusswaffen. Häuser wurden niedergebrannt und die Überlebenden in das indonesische Westtimor deportiert. In Inbate angekommen, wurden 55 junge Männer durch Soldaten, Polizisten und Milizionären von den anderen getrennt, gefesselt und geschlagen. Am Morgen des 10. Septembers wurden sie zu Fuß nach Passabe getrieben und 47 dort erschossen und erstochen. Acht Männer konnten entkommen.
Am 23. September brannten Sakunar-Mitglieder alle Häuser in Bobocasse nieder. Die Einwohner verloren ihre gesamte Habe inklusive ihrer Erntevorräte.
Am selben Tag griff die Sakunar ein Lager mit 5.000 Flüchtlingen in Cutete an. Die Unterkünfte wurden niedergebrannt, zwei Menschen erschossen und die Flüchtlinge vertrieben. Der 14-jährige Fredolino José Landos da Cruz Buno Sila (Lafu) wurde daraufhin von Anhängern der Unabhängigkeitsbewegung von Cutete losgeschickt, um Hilfe zu holen. In den Sohlen seiner Flip-Flops wurde ein Brief an die UN-Mission in Osttimor versteckt. Der Junge durchquerte das indonesische Westtimor zu Fuß und erreichte schließlich australische Posten der internationalen Eingreiftruppe INTERFET an der Grenze zwischen Westtimor und Bobonaro. Mit einem Hubschrauber wurde Lafu nach Dili gebracht, wo er seine Nachricht abgeben konnte. Allerdings schickte die INTERFET nicht sofort Soldaten nach Oe-Cusse, sondern brachten dem Jungen bei, wie man ein Funkgerät bedient. Dann setzten sie ihn am Strand von Pante Macassar ab, wo sich ein Großteil der Flüchtlinge versammelt hatte und von den Milizen belagert wurde. Als die Lage aussichtslos wurde, verständigte Lafu die INTERFET über Funk, dass der Angriff der Milizen kurz bevorstehe. Am nächsten Morgen landeten INTERFET-Soldaten mit Hubschraubern in Pante Macassar.
Am 20. Oktober 1999 griffen 20 Mitglieder der indonesischen Armee, der Polizei und der Milizen Sakunar und Aitarak den Ort Maquelab an. Etwa 300 Einwohner flohen in den Wald, wurden aber unter Schlägen von den Milizen wieder in den Ort getrieben. Sechs Personen wurden ermordet. Als am selben Tag INTERFET-Einheiten in Oe-Cusse eintrafen, flohen die Milizen nach Westtimor.
Am 10. Februar 2000 wurde Sakunar aufgelöst.
Nach der Erlangung der Unabhängigkeit kehrten 31 Mitglieder der Sakunar aus Indonesien nach Lelaufe zurück und beteiligten sich am Versöhnungsprozess. Außer für ein Mitglied, das für zwei Morde verantwortlich gemacht wurde, wurde die Eingliederung in die Dorfgemeinschaft beschlossen.